# Zeitschrift für Evaluation
Die Zeitschrift für Evaluation  (ZfEv) ist eine deutsche wissenschaftliche Fachzeitschrift die halbjährlich erscheint und in verschiedenen Infromationsdienstens gelistet wird.

## Geschichte
Die Zeitschrift erschien erstmals 2002 beim VS Verlag/Verlag für Sozialwissenschaften. 
Die ZfEv erscheint zweimal jährlich. Sie wird von der Gesellschaft für Evaluation (DeGEval) herausgegeben. Geschäftsführender Herausgeber der Zeitschrift für Evaluation ist Prof. Dr. Stephan Grohs mit Sitz an der Deutschen Universität für Verwaltungswissenschaften in Speyer. Seit Heft 1, 2006 (5. Jahrgang) erscheint die Zeitschrift für Evaluation (ZfEv) bei dem internationalen Wissenschaftsverlag Waxmann.

## Inhalte
Die Zeitschrift für Evaluation (ZfEv) publiziert sowohl wissenschaftliche Beiträge als auch praxisorientierte Erfahrungsberichte zu theoretischen Grundlagen von Evaluationsstudien, zu methodischen Konzeptionen für Evaluationen, zu Anwendungsbeispielen für die Planung und Durchführung von Evaluationen, zu den Möglichkeiten und Grenzen der Nutzung von Evaluationsergebnissen, zur Präsentation von Evaluationsinstitutionen und -angeboten, zu aktuellen Informationen über verschiedene Themenfelder und zu Entwicklungen zur Qualitätssicherung von Evaluationen.